# Ochodaeus tridentatus
Ochodaeus tridentatus là một loài bọ cánh cứng trong họ Ochodaeidae. Loài này được Arrow miêu tả khoa học đầu tiên năm 1904.